# Nước mắm Phú Quốc

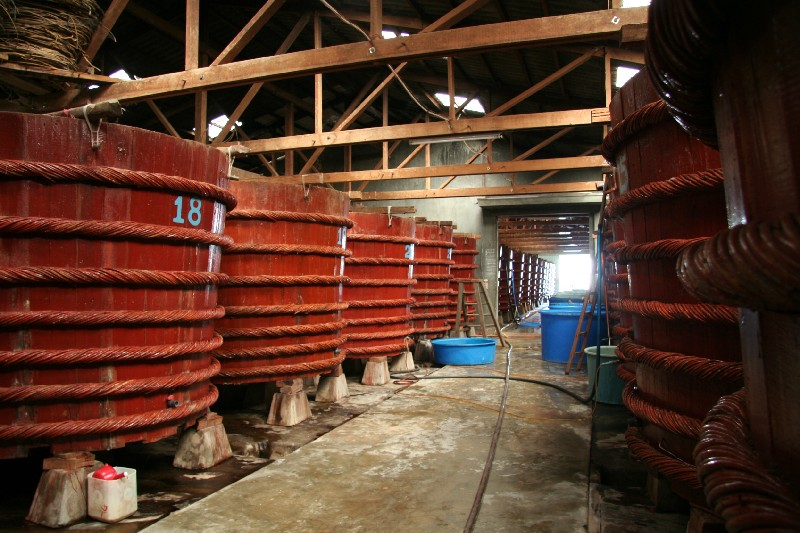
Một cơ sở sản xuất nước mắm tại Phú Quốc

Nước mắm Phú Quốc là tên gọi chung cho các loại nước mắm được sản xuất tại Phú Quốc, một đảo lớn ở phía Tây Nam của Việt Nam, thuộc tỉnh Kiên Giang. Đây là một trong những loại nước mắm không chỉ nổi tiếng ở Việt Nam mà còn được biết ở nhiều nước trên khắp thế giới.
Từ năm 2001, Cục Sở hữu Công nghiệp đã công nhận tên gọi xuất xứ nước mắm Phú Quốc và đến năm 2005, Bộ Thủy sản đã ban hành Quy định tạm thời về sản xuất nước mắm mang tên gọi xuất xứ Phú Quốc, trong đó bắt buộc sau 3 năm, chỉ có nước mắm đóng chai tại Phú Quốc theo TCVN 230:2006 mới được chứng nhận xuất xứ từ Phú Quốc.

## Lịch sử
Vùng biển xung quanh đảo Phú Quốc có nhiều rong biển và phù du làm thức ăn cho các loài cá cơm, cho nên có nguồn lợi cá cơm rất lớn. Việc sử dụng nguồn lợi này để làm nước mắm ở Phú Quốc đã có lịch sử trên 200 năm. Cuối thế kỷ 19, người dân trên đảo Phú Quốc đã bán nước mắm sang Campuchia, Thái Lan. Tuy nhiên, nước mắm Phú Quốc chỉ nổi tiếng từ những năm 1950, đạt cực thịnh vào những năm 1965-1975. Trong thời kỳ bao cấp ở giai đoạn 1975-1986, ngành sản xuất này mất dần thị phần, nhiều nhà thùng đóng cửa, chuyển nghề. Tuy nhiên, kể từ khi nền kinh tế dần chuyển sang cơ chế thị trường, nghề làm nước mắm ở Phú Quốc dần dần hồi phục. Đến nay, nước mắm Phú Quốc đã đạt 8 triệu lít/năm.
Trước năm 1945, ở Phú Quốc đã có gần 100 nhà thùng làm nước mắm, chủ yếu tập trung ở Dương Đông và Cửa Cạn. Trong thời gian chiến tranh, các nhà thùng ở Cửa Cạn bị tàn phá, nên các nhà thùng dần chuyển qua Dương Đông và An Thới như hiện nay.

## Thiết bị
Nước mắm Phú Quốc được ngâm ủ trong những thùng gỗ lớn bằng gỗ bời lời có tại rừng Phú Quốc, hoặc thay thế bằng vên vên hoặc chai do bời lời khó tìm. Kích thước thùng từ 1,5-3m đường kính, cao từ 2-4m, ủ được từ 7-13 tấn cá. Mỗi thùng được niềng bằng 8 sợi đai, mỗi sợi bện bằng 120 sợi song mây lấy từ núi Ông Tám và Bắc Đảo. Mỗi thùng có thể dùng tới 60 năm nếu được sử dụng thường xuyên.

## Nguyên liệu

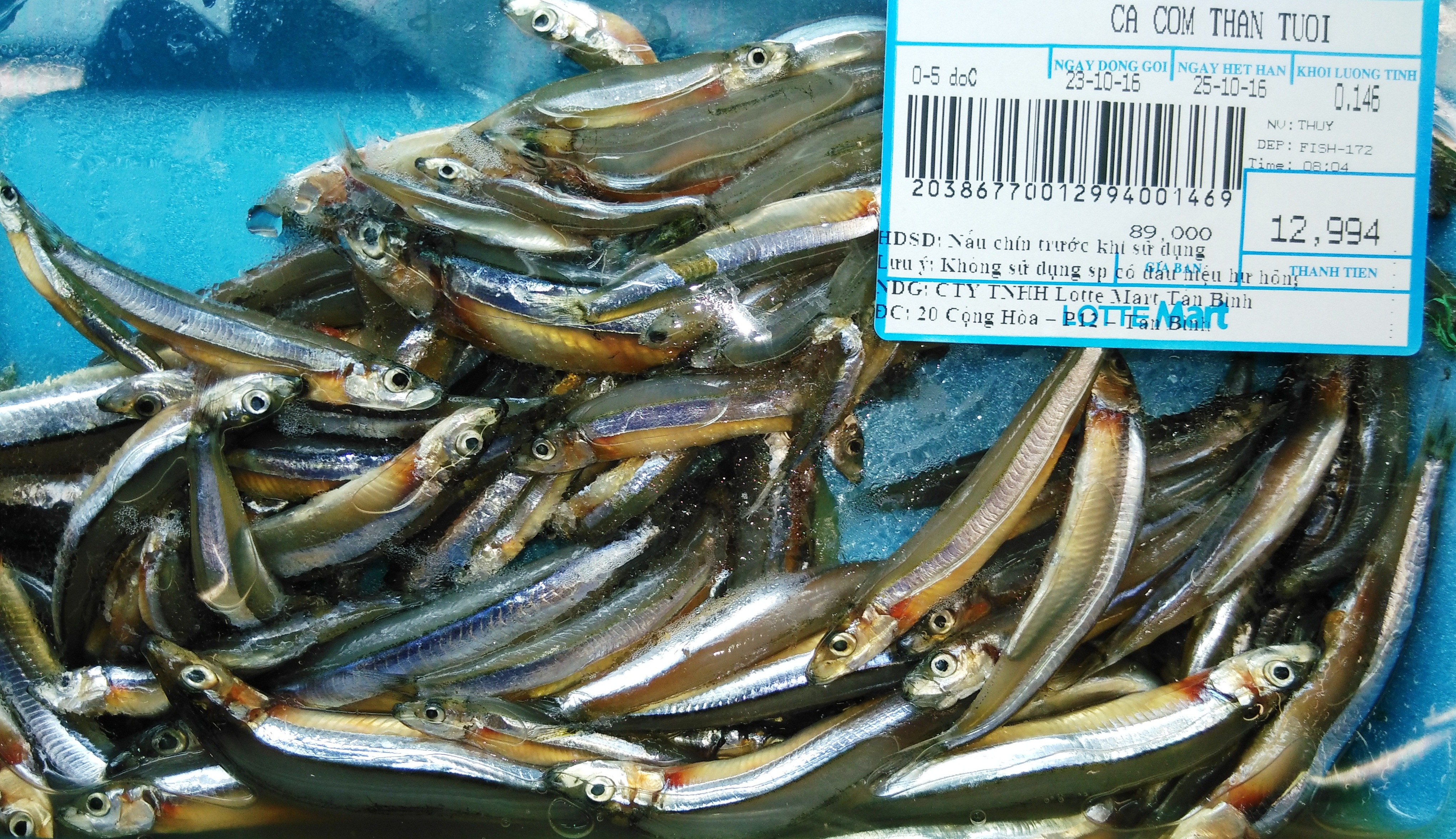
Cá cơm than, nguyên liệu cho việc chế biến

Bất cứ loại cá nào cũng có thể sử dụng để làm nước mắm, nhưng người sản xuất nước mắm Phú Quốc chỉ sử dụng cá cơm làm nguyên liệu. Cá cơm có khoảng chục loại, nhưng chỉ có cá cơm sọc tiêu, cá cơm đỏ và cá cơm than là cho chất lượng nước mắm cao nhất.
Điểm khác biệt của nước mắm Phú Quốc là cá cơm được trộn tươi trên tàu. Mùa đánh bắt chủ yếu trong năm là từ tháng 7 đến tháng 12. Khi lưới cá vừa được kéo cặp mạn, cá sẽ được vớt bằng vợt, loại bỏ tạp chất và súc rửa bằng nước biển, sau đó trộn đảo ngay với muối với tỷ lệ 3 cá 1 muối rồi đưa xuống hầm tàu. Cách trộn cá tươi như vậy giữ cho thịt cá không bị phân huỷ, nước mắm có hàm lượng đạm cao nhất, không có mùi hôi.

## Chế biến
Cá cơm Phú Quốc thường được ướp với muối Bà Rịa – Vũng Tàu, có hàm lượng tạp chất thấp. Muối cũng được lưu kho không ít hơn 3 tháng để các muối tạp gốc Calci và Magnesi - vốn tạo ra vị chát trong nước mắm - lắng xuống dưới. Khi sử dụng để muối cá, phần muối lắng ở dưới sẽ bị bỏ đi.
Cá cơm đã được ướp muối gọi là chượp. Khi tàu cá cập bến, chượp được đưa vào thùng gỗ để ủ theo phương pháp gài nén (đặt vỉ và xếp đá trên mặt đã rải một lớp muối). Quy trình ủ chượp tiêu chuẩn ở Phú Quốc là 12 tháng, cá biệt tới 15 tháng. Sau thời gian này, nước mắm mới được rút: ban đầu là nước mắm cốt có độ đạm trên 30, tiếp đến là nước mắm long có độ đạm trên 20. Sau khi đã kéo rút kiệt đạm trong chượp, các loại nước mắm mới được đấu trộn lại để có độ đạm theo tiêu chuẩn.
Bằng phương pháp kéo rút nước nhất - phơi - đổ lại vào thùng mắm cái, một số nhà sản xuất ở Phú Quốc đã cho ra nước mắm có độ đạm tổng tới 42o, cao nhất bằng cách chế biến tự nhiên .

## Khác biệt
Sự khác biệt chính yếu của nước mắm Phú Quốc là màu cánh gián đặc trưng, hoàn toàn tự nhiên chứ không bằng cách pha màu như những nơi khác. Màu cánh gián này có được nhờ cách ướp tươi còn máu trong thân cá và thời gian ủ trong thùng gỗ tới 12 tháng.

## Vấn đề
Hiện tại, nước mắm Phú Quốc đang đối mặt với 2 vấn đề: 
- Nguồn nguyên liệu đang cạn kiệt do phương pháp đánh bắt bằng dàn đèn công suất lớn, tận diệt cá con, khiến nguồn cá không tái tạo được [5].
- Trong thời gian trước đây, tên gọi Nước mắm Phú Quốc không được chú ý để bảo hộ, một số cơ sở đã đăng ký dành riêng cho mình dẫn tới khả năng tên gọi này bị từ chối đăng bạ ở nước ngoài [6].